# Río Tehuacán
El río Tehuacán es una río del estado de Puebla. Forma parte de la cuenca del río Papaloapan. Nace en los manantiales de la sierra de Zapotitlán, en el sureste de Puebla, y baja hacia el Valle de Tehuacán, que se caracteriza por su aridez y la sequedad del clima. En contraste con la pobreza de humedad de las fuentes del Tehuacán, este río es afluente de uno de los ríos más caudalosos de México, que desagua en el golfo de México una impresionante cantidad de agua. Sus coordenadas son 18°28'0" N y 97°22'0" W en formato DMS (grados, minutes, segundos) o 18.4667 y -97.3667 (en grados decimales). Su posición UTM es PF74 y su referencia Joint Operation Graphics es NE14-06.